# Shahar Perkiss
Shahar Perkiss (em hebraico:  שחר פרקיס; Haifa, 14 de outubro de 1962) é um ex-tenista profissional israelense.